# Urszula Dudziaková
Urszula Bogumiła Dudziaková (* 22. října 1943 Straconka) je polská jazzová zpěvačka a klávesistka, bývalá manželka houslisty Michała Urbaniaka. Od roku 1958 byla sólistkou orchestru Krzysztofa Komedy, v letech 1965 až 1969 vystupovala ve Švédsku. Od roku 1973 žila v USA a spolupracovala s hudebníky jako Archie Shepp, Herbie Hancock, Bobby McFerrin, Gil Evans nebo Larry Coryell. V roce 1979 ji Los Angeles Times vyhlásily jazzovou zpěvačkou roku. Experimentovala se scatem i s elektronickými měniči hlasu, její pěvecký projev absorbuje rovněž ohlasy funku, vážné hudby a lidových písní. Jejím největším hitem se stala píseň „Papaya“, populární především v latinskoamerických zemích. V roce 2009 jí byl udělen Řád znovuzrozeného Polska. V roce 2011 vydala vzpomínkovou knihu Wyśpiewam wam wszystko. V roce 2016 byla jmenována mírovou vyslankyní UNESCO.